# Iseilema vaginiflorum
Iseilema vaginiflorum är en gräsart som beskrevs av Karel Domin. Iseilema vaginiflorum ingår i släktet Iseilema och familjen gräs. Inga underarter finns listade i Catalogue of Life.